# Principado episcopal de Frisinga
El principado episcopal de Frisinga fue, hasta la secularización de los estados eclesiásticos del Sacro Imperio Romano Germánico de principios del siglo XIX, el dominio secular de los príncipes-obispos de Frisinga.

## Geografía
El Obispado tenía alrededor de 15.000 residentes en 1800, centrados en el territorio formado por:
- la ciudad de Frisinga, la capital y sede obispal, junto al río Isar, entre las ciudades de Múnich y Landshut, con cerca de 4.000 habitantes
- y el Condado en el Yserrain, un corredor terrestre en la orilla oriental del Isar entre Ismaning al norte y Oberföhring al sur,

y los exclaves de:
- el Señorío de Burgrain, con la Abadía de Isen
- el Condado de Werdenfels, con los lugares de Garmisch Partenkirchen y Mittenwald, que fundamentó la riqueza del Obispado en la Edad Media por sus minas de plata y los derechos de paso por los Alpes de la principal vía de comunicación entre Italia y Baviera, la Via Claudia Augusta
- Innichen-San Cándido en el Tirol del Sur, en la actual Italia
- la ciudad de Bischoflack-Skofja Loka, en la actual Eslovenia
- el valle de Wölz, en Estiria (donado por el Emperador Enrique II en 1007 y con buenas minas de hierro)
- otras áreas más pequeñas, especialmente en la Baja Austria y Eslovenia

## Historia

Escudo del Principado-Obispado de Frisinga.

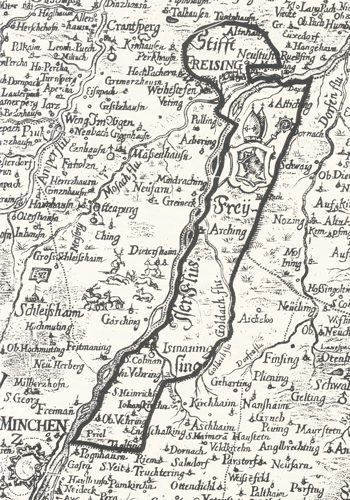
Mapa del Principado-Obispado de Frisinga en el.

En la década de 720-730 puede establecerse el obispado de Frisinga, a partir de la fundación de una escuela y una primera abadía benedictina (sobre la actual Domberg, la colina de la catedral de Frisinga) por San Corbiniano, el evangelizador de los bávaros y obispo misionero de este lugar de la Alta Baviera. La diócesis fue reorganizada y canónicamente establecida en 739 por San Bonifacio, que la hizo depender del Arzobispado de Maguncia, como el resto de diócesis germanas (Salzburgo, Passau, Ratisbona, Augsburgo, entre otras). El primer obispo que inició la expansión territorial del Obispado de Frisinga fue Atto de Kienberg: en 783 compró Innichen en el Tirol del Sur y en el 808 el Señorío de Burgrain. En esa época (año 797), el Papa León III, elevó a arzobispado al Obispado de Salzburgo, haciendo desde entonces sufragánea de Salzburgo a la diócesis de Frisinga. 
El Emperador Otón II donó en 973 al obispo Abraham de Frisinga, evangelizador de los eslovenos, la ciudad de Bischoflack-Skofja Loka en Eslovenia. En 1007 el duque de Baviera y emperador del Sacro Imperio Enrique II entregó a la Iglesia de Frisinga, bajo su canciller el obispo Egilberto de Moosburg, los valles de Wölz y Katsch, en la Marca de Carintia, en las tierras del margrave Adalbero de Eppenstein.
Cuando en el siglo XIII los duques de Baviera de la Casa de Wittelsbach pusieron a sus parientes en la cima del obispado de Frisinga, el obispado se engrandeció: el condado de Werdenfels se adquirió mediante dos grandes compras en los años 1249 y 1294. Fue en este año 1294 cuando el obispado de Frisinga adquirió su emanacipación territorial cedida por los duques de Baviera, y se convirtió en el Principado-obispado de Frisinga  (Hochstift Freising o Fürstbistum Freising). En 1319, el entonces duque de Baviera y más tarde emperador del Sacro Imperio Luis IV de Baviera vendió al obispo de Frisinga las localidades de Ismaning, Unterföhring, Englschalking y Daglfing (entre Frisinga y Múnich, la capital del ducado) por "100 marcos de plata". Así, la comarca constituyó el condado en el Yserrain como otra área cerrada bajo el gobierno secular de los príncipes-obispos de Frisinga. El Estado Imperial del Principado-Obispado de Frisinga estuvo integrado en el Sacro Imperio Romano Germánico dentro del Círculo de Baviera, con un voto individual (virilstimme) en el Banco de Estados Eclesiásticos del Consejo de los Príncipes (Fürstenrat), en la Dieta Imperial. 

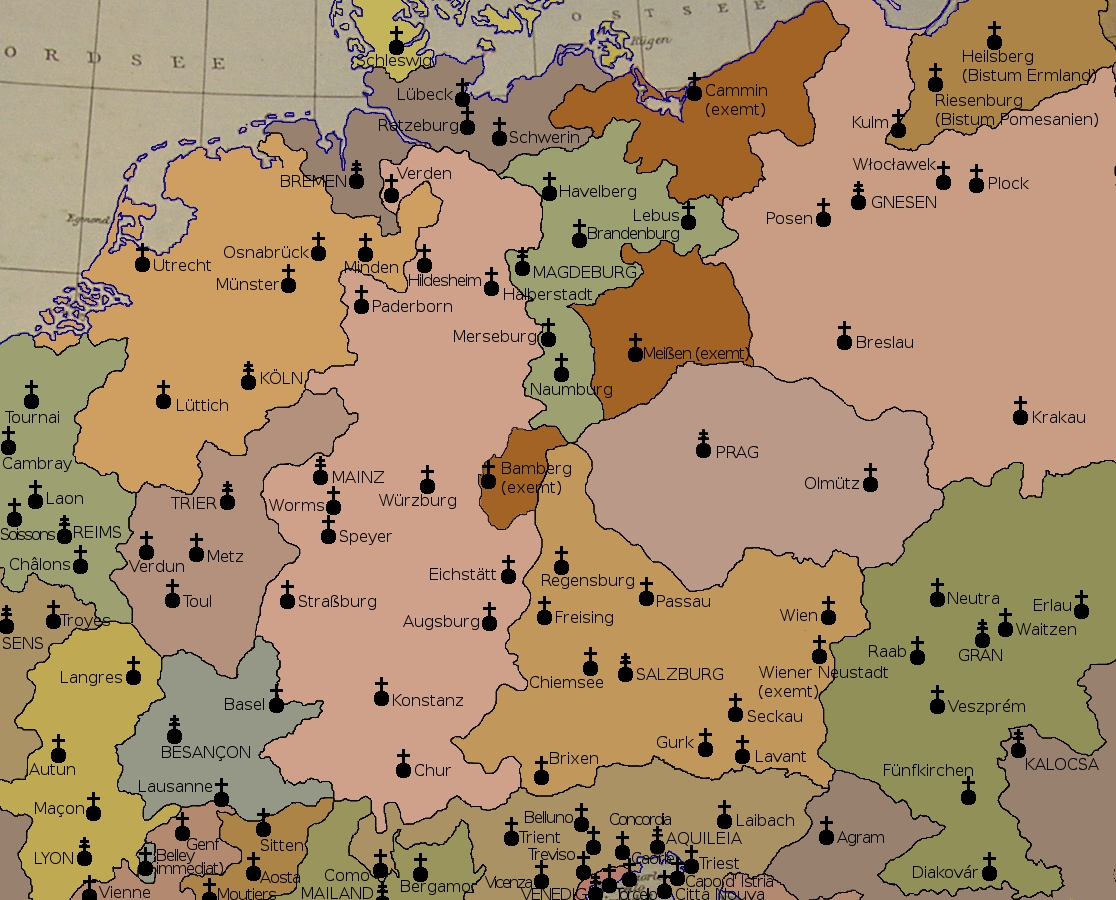
La provincia eclesiástica de Salzburgo con sus diócesis sufragáneas alrededor del año 1500, incluyendo al Obispado de Frisinga (Freising), así como sus provincias vecinas en Europa Central.

El obispado tuvo en el Ducado (y más tarde Electorado) de Baviera un vecino muy importante y conflictivo: la destrucción en 1156 del puente episcopal de "Vöhring" sobre el Isar por el duque Enrique el León (y la subsiguiente creación conexa de Múnich en 1157) sólo se da como un ejemplo de este tipo de conflictos. Las apetencias de este gran vecino expansivo hicieron que durante siglos las adquisiciones territoriales del Obispado de Frisinga se estancaran. Los duques y electores de Baviera trataron de poner al  Principado-Obispado de Frisinga bajo su influencia y elevar a sus propios familiares como fuera posible a la sede episcopal de Frisinga, desde el siglo XV, a menudo, con éxito. 
El final del  Principado-Obispado de Frisinga aconteció incluso antes de la Reichsdeputationshauptschluss: José Conrado de Schroffenberg-Mös fue el último príncipe-obispo de Frisinga al ser expulsado de su sede el 27 de noviembre de 1802 por tropas bávaras bajo el mando de Juan Adán de Aretino y el  Principado-Obispado de Frisinga  fue disuelto en el curso de los acontecimientos que condujeron a la Mediatización y Secularización. Sus territorios fueron expropiados por Baviera y Austria. La antigua sede del Principado-Obispado, Frisinga, se convirtió en un pequeño pueblo en el nuevo Reino. La sede del obispo fue trasladada en 1821 a Múnich siendo elevada la nueva diócesis formada con los restos bávaros del Obispado de Frisinga a arzobispado, con el nombre de Arquidiócesis de Múnich y Frisinga.